# Medisana
Medisana AG is een Duits bedrijf en producent van producten voor de medische technologiesector. Het bedrijf werd opgericht in 1981 en het hoofdkantoor staat in Neuss. Buiten Duitsland is Medisana vertegenwoordigd in 40 landen. In 2015 nam het Chinese Ogawa Smart Healthcare Technology Group een grootaandeel in het bedrijf.
In 2000 werd Medisana een beursgenoteerd bedrijf aan de Frankfurter Wertpapierbörse.

## Producten
Het bedrijf fabriceert onder andere de volgende producten.
- Medische meetapparatuur voor bloeddruk, bloedsuiker, lichaamstemperatuur en gewicht
- Fitnesstrackers
- Inhalators
- Pijn-, slaap- en lichttherapie
- Luchtreinigers
- Lichaamsverzorging
- Massagekussens en handmassage